# Saint-Eugène-Sainte-Cécile

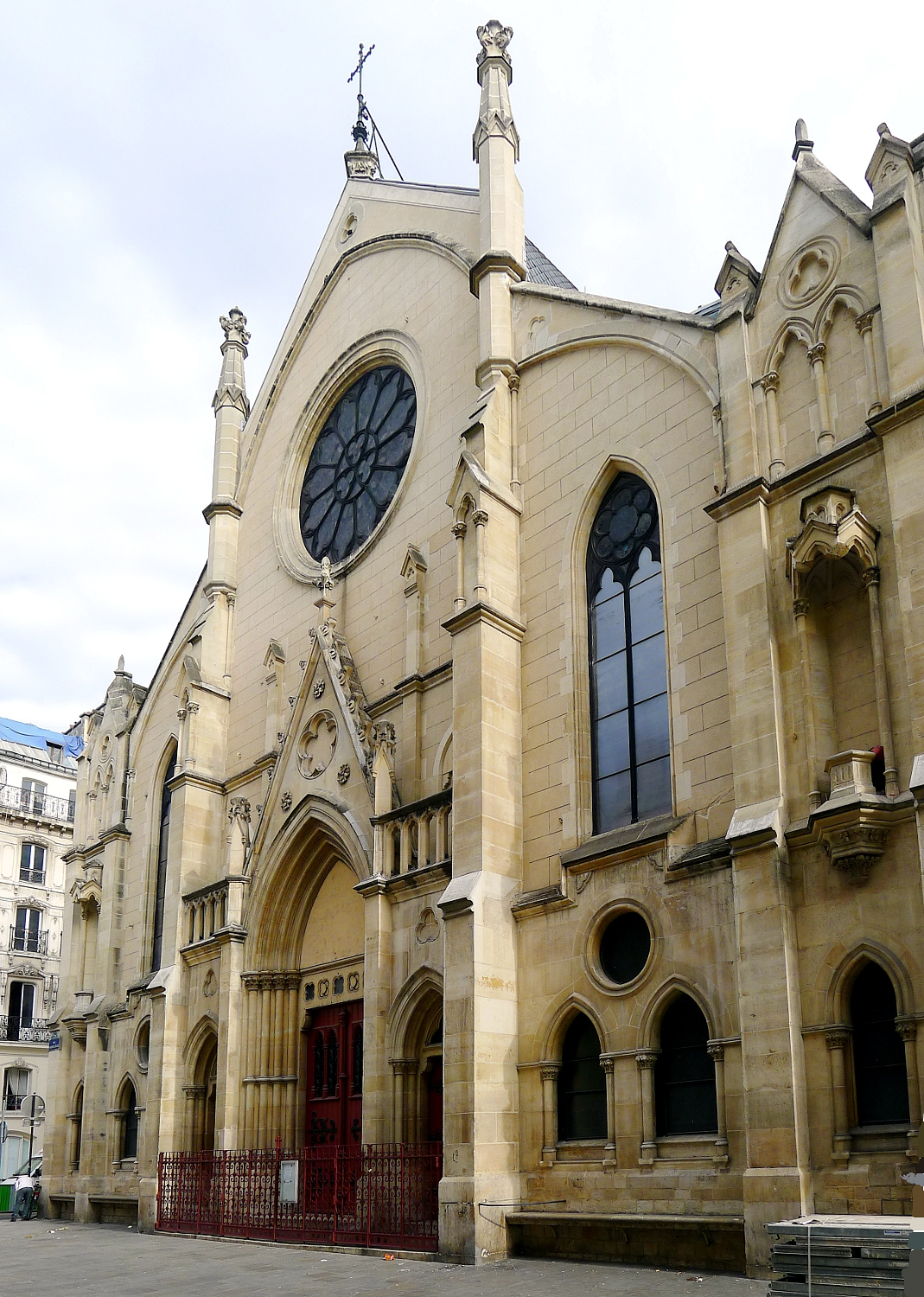
Fachada principal na rua Sainte-Cécile

Igreja de Santa Eugênia e Santa Cecília (Église Saint-Eugène-Sainte-Cécile) é uma igreja católica romana localizada na 6 rue Sainte-Cécile no 9º arrondissement de Paris. Em 1983, foi designado como monumento histórico em sua totalidade. Projetada em estilo neogótico por Louis-Auguste Boileau e Louis-Adrien Lusson, a igreja foi a primeira na França a usar uma construção inteiramente em estrutura de ferro . A primeira pedra foi lançada em 1854 e a construção foi concluída em 1855.

## História
A paróquia de Santa Eugênia foi criada em 1854 para atender à crescente população do distrito de Faubourg Poissonnière, na época considerado um subúrbio de Paris. A paróquia foi confiada ao abade Coquand. O abade ajudou a financiar a construção da igreja paroquial em um terreno de sua propriedade. Ele especificou que o estilo deveria refletir o do século XIII, uma época da história do cristianismo idealizada pelo movimento romântico francês do século XIX. A fim de minimizar o custo de construção e maximizar o espaço interno no local relativamente pequeno, o abade também sugeriu uma construção em estrutura de ferro, que até então só havia sido usada para edifícios industriais.
Louis-Adrien Lusson foi originalmente contratado para projetar o edifício. Posteriormente, foi confiado a Louis-Auguste Boileau, embora Lusson tenha permanecido envolvido no projeto de seu interior. Boileau já havia escrito um tratado sobre arquitetura monumental no qual defendia o uso da construção em ferro. A igreja foi concluída em 20 meses. A primeira pedra foi lançada em junho de 1854 e o prédio foi inaugurado no Natal de 1855. Foi dedicado a Eugène de Deuil-la-Barre [Saint Eugène de Deuil-la-Barre] em homenagem à Imperatriz Eugènie (esposa de Napoleão III) que esteve presente na inauguração. O projeto da igreja e a construção em ferro provocaram uma controvérsia que se desenrolou nas páginas do Journal des Debats em 1856 com Viollet-le-Duc acusando Boileau de ser mecânico em vez de arquiteto e descrevendo o projeto neogótico da igreja como um " pastiche de mau gosto".

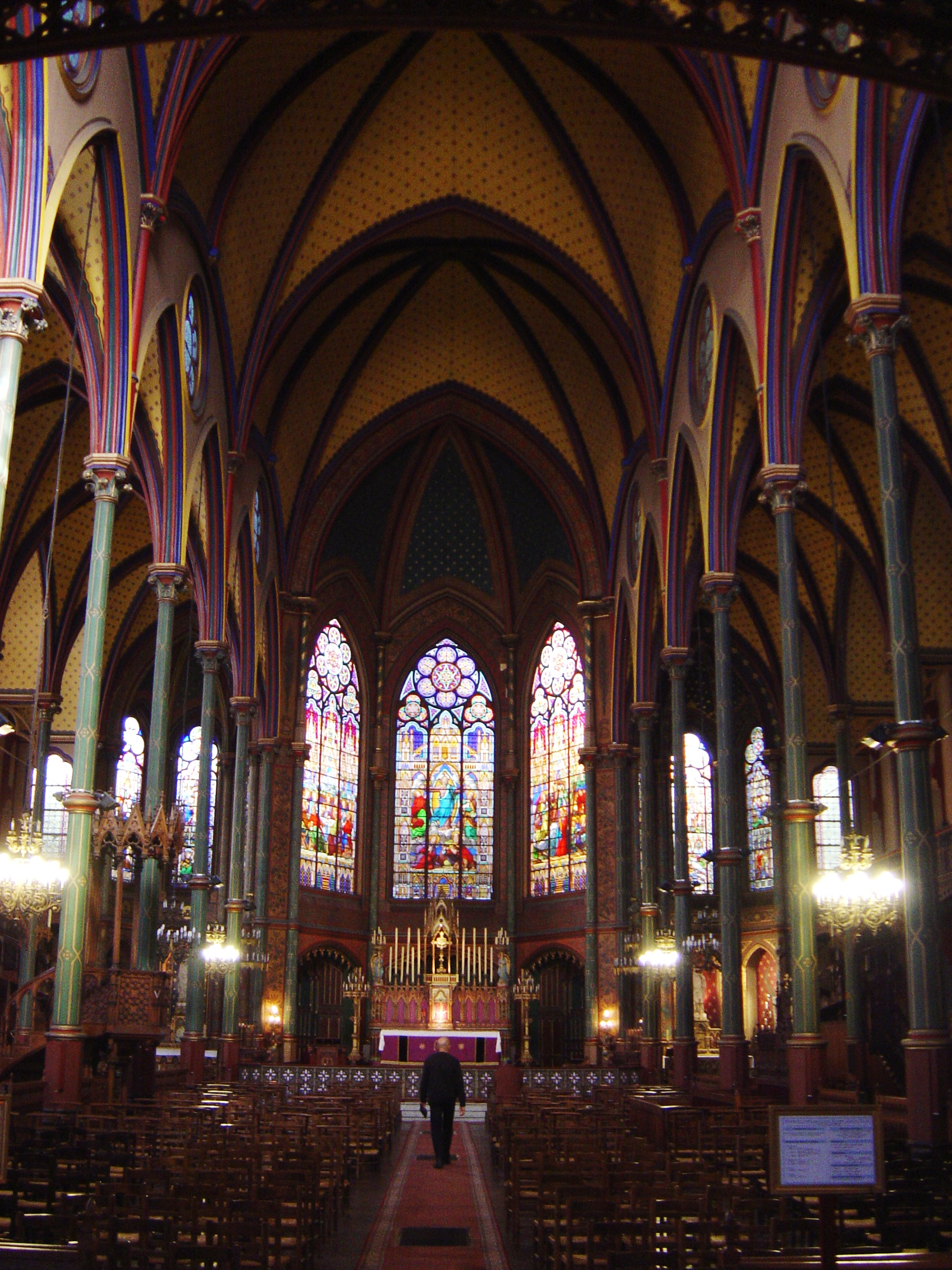
Vista interior

Embora a igreja permaneça dedicada exclusivamente a Santa Eugênia, no século XX o nome de Santa Cecília, padroeira dos músicos, foi acrescentado para refletir a proximidade da igreja com o Conservatório de Paris . A liturgia de Santa Eugênia inclui missas solenes cantadas em latim.

## Interior
O interior colorido da igreja é marcado por seus pilares de ferro e molduras pintadas em azuis, vermelhos e verdes vívidos, o piso de mosaico e vários vitrais. As janelas principais são em grande parte obra de Louis-Adrien Lusson e Gaspard Gsell . Eugène-Stanislas Oudinot criou o conjunto de Estações da Cruz da igreja, que é o único exemplo conhecido realizado inteiramente em vitrais. O grande órgão de tubos foi construído por Joseph Merklin e foi exibido na Exposição Universal de 1855 em Paris antes de ser instalado na igreja.

## Pessoas associadas à igreja
O clero associado a Igreja inclui Albert Le Nordez, que deu conferências para mulheres cristãs lá na década de 1890, e Jean-Pierre Batut, que foi o pastor da igreja de 2007 a 2009.
Renaud de Vilbac foi o primeiro organista da igreja. Ele foi sucedido por Raoul Pugno, que serviu de 1871 a 1892. Pierre Pincemaille foi organista titular entre 1982 e 1987.
O casamento de Júlio Verne com Honorine Morel ocorreu na Igreja de Santa Eugênia e Santa Cecília em 10 de janeiro de 1857.
O funeral de Léon Battu foi realizado na igreja em 1857, assim como os funerais de Louis Clapisson em 1866, Camille Corot em 1875 e Clairville em 1879.